# Кордильеры (Луна)
Кордильеры (лат. Montes Cordillera) — кольцо гор, окружающее Море Восточное на обратной стороне Луны. С Земли можно наблюдать только восточную часть гор, расположенную в юго-западной части видимой стороны Луны. Диаметр горного кольца составляет около 960 км и оно является третьей, самой внешней, концентрической структурой вокруг Моря Восточного. Внутренние две концентрические структуры вокруг моря образуют горы Рук (внешние и внутренние). Высота гор над окружающей местностью — около 1250 м. К северо-восточному участку гор примыкает Озеро Осени, кратеры Шлютер и Хартвиг. Восточный участок гор пересечен кратером Эйхштедт. К юго-западному участку примыкают кратеры Краснов, Райт, Шалер и долина Бувар.. Горы расположены в районе, ограниченном селенографическими координатами 4,17° — 34,89° ю. ш., 78,29° — 112,04° з. д..
Кордильеры обязаны своим происхождением импактному событию, породившему бассейн Моря Восточного (ударную структуру, в которой лежит это море). Согласно одной точке зрения, горы представляют собой внешний вал этого бассейна, согласно другой, они образованы материалом, выброшенном при импакте, а внешний вал (а точнее валы) бассейна образуют горы Рук. Таким образом, Кордильеры образовались на границе раннеимбрийской и позднеимбрийской эпох (эту границу проводят по времени образования бассейна Моря Восточного, точнее, по моменту отложения его выбросов).
В соответствии с традицией давать лунным горам имена земных это горное кольцо получило название земных Кордильер — горной системы вдоль западных окраин Северной и Южной Америки.